# Gier nach Gold (Film)
Gier nach Gold (Originaltitel: The Raiders) ist ein US-amerikanischer Western aus dem Jahr 1952 von Lesley Selander mit Richard Conte und Viveca Lindfors in den Hauptrollen. Der Film wurde von Universal-International Pictures produziert.

## Handlung
Der Goldrausch in Kalifornien lockt Tausende von Abenteurern und Goldsucher ins Land. Jan Morrell erhält eine Nachricht seines Onkels, dass er im Napa Valley gutes Land für den Aufbau einer Farm gefunden habe. Jan will nun genug Gold finden, um mit seiner Frau Mary eine Farm zu gründen. Während Jan mit seinem Bruder Frank in einem Flussbett nach Gold schürft, überfallen Banditen unter Jack Welch und Hank Purvis das Lager der Morrells. Die Bande ermordet Mary und erbeutet das bisher gefundene Gold. Purvis nimmt zudem Marys Halskette an sich. Frank sieht die abziehende Bande, Jan schwört Rache.
In einem Saloon treffen Jan und Frank auf einige der Banditen. Bei der folgenden Schießerei wird Frank getötet und Jan verletzt. Der Mexikaner Felipe de Ortega bringt den Verletzten zu seiner Ranch. Jan wird von Felipes Schwester Elena versorgt, die ihm auch das Land zeigt, dass früher zur Ortega-Ranch gehörte. Der Bürgermeister Thomas Ainsworth, der zudem heimlich die Sunset Land Corporation leitet, hat die Ortegas um das Land gebracht. Elena hofft, dass Kalifornien bald ein Bundesstaat wird, damit in Zukunft solche Betrügereien vor Gericht gebracht werden können. Felipe erklärt, dass die Bande, die Mary und Frank ermordet hat, für Ainsworth arbeitet. Ainsworth will das Land, auf dem Jans Claim steht, für sich beanspruchen, da er im Boden die Hauptader vermutet. Zur gleichen Zeit beauftragt Ainsworth Welch und Purvis, weitere Claims zu übernehmen. Da der Gouverneur einen Marshal in die Gegend entsandt hat, soll weniger Gewalt angewendet werden. Ainsworth erfährt, dass der Gouverneur in Monterey eine konstitutionelle Versammlung einberufen will, an der Delegierte aus allen Landesteilen Kaliforniens teilnehmen sollen. Die meisten der Delegierten sind für einen Beitritt zur USA, während Ainsworth persönliche Vorteile sieht, wenn Kalifornien ein unabhängiger Staat wird.
Jan bestätigt, dass Ainsworth seinen Claim übernommen hat. Felipe macht ihn mit mehreren Leuten bekannt, die mit Ainsworth im Streit liegen, darunter seine Cousins Juan und Ramon Castillo. Die Männer schließen sich zusammen und beginnen damit, eine Ainsworth gehörende Pferdeherde zusammenzutreiben. Dabei werden zwei von Ainsworths Cowboys getötet. Nach dem Verkauf der Herde werden sie steckbrieflich gesucht, auf ihre Ergreifung ist eine Belohnung von 5.000 Dollar ausgesetzt. Elena hat sich in Jan verliebt und will, dass er mit seinen illegalen Taktiken aufhört. Jan und Felipe machen jedoch weiter und halten eine Postkutsche auf dem Weg nach Monterey an. Unter den Passagieren befindet sich Elizabeth Ainsworth, die Tochter des Bürgermeisters. Als zusätzliche Wache fährt Purvis mit, der einen Anhänger an Marys Kette trägt. Purvis gibt an, das Schmuckstück gekauft zu haben, dennoch nehmen ihn Jan und Felipe zusammen mit Elizabeth gefangen. Elizabeth, die nichts von den Aktivitäten ihres Vaters weiß, erklärt Purvis, dass er des Mordes an einer Frau bezichtigt werde. Die maskierten Männer verlangen die Namen seiner Komplizen. Erst als Jan droht, ihn zu hängen, nennt Purvis die Namen und informiert ihn über die Hintergründe. Bei einem Fluchtversuch wird Purvis erschossen.
Auf der Suche nach den Komplizen sucht Jan das Haus der Ainsworths auf und begegnet erneut Elizabeth, die ihn, nun unmaskiert, nicht erkennt. Sie erzählt ihm, dass Welch in der Mine ihres Vaters arbeite. Jan und Felipe reiten zur Mine, dort entbrennt zwischen Jan und Welch ein Kampf, während die übrigen Bandenmitglieder mit der Goldladung entkommen wollen. Welch wird versehentlich von seinen eigenen Männern getötet, auch Felipe wird tödlich verletzt. Jan bringt Felipe zum Haus der Witwe Cummings, deren Mann von Welch und Purvis ermordet wurde. Jan verspricht dem sterbenden Felipe, das Land der Ortegas zurückzuholen und sich um Elena zu kümmern. Er überbringt Elena die Nachricht vom Tod ihres Vaters und verspricht ihr, mit ihr fortzuziehen, sobald er Ainsworth hinter Gittern gebracht hat, doch Elizabeth will schon jetzt fort. In der Zwischenzeit hat Marshal Henderson Zweifel an der Rechtschaffenheit von Thomas Ainsworth bekommen. Er verlangt, dass Ainsworth einen Kredit bei der Sunset Land beantragt. Der Angestellte sucht Jan auf und unterrichtet ihn von der Kreditanfrage. Dabei wird er vom Marshal zu Jans Versteck verfolgt, der daraufhin mit Ainsworth das Versteck angreift. Jan kann entkommen, doch Ainsworth kann eine Satteltasche mit Gold an sich bringen und nach Monterey schicken. Mit dem Gold sollen die Delegierten bestochen werden. Jan dringt in Ainsworths Haus ein und zwingt ihn, ein Geständnis niederzuschreiben. Als Ainsworth eine Waffe zieht, wird er von Jan erschossen. Henderson nimmt Jan fest, will ihn aber, nun von Ainsworths Schuld überzeugt, verteidigen. Die Geschworenen befinden Jan jedoch für schuldig, er wird zum Tode durch den Strang verurteilt. Im Gefängnis erfährt Jan, dass Kalifornien der Union beigetreten ist. Der Gouverneur erlässt eine Generalamnestie. Henderson lässt Jan frei und kehrt zu Elena, die auf ihn gewartet hat, zurück.

## Produktion

### Hintergrund
Gedreht wurde der Film vom 4. Januar bis Ende Februar 1951 auf der Iverson Movie Ranch in Chatsworth.

### Stab
Bernard Herzbrun und Richard H. Riedel oblag die künstlerische Leitung. Russell A. Gausman und John P. Austin waren für das Szenenbild zuständig, Bill Thomas für die Kostüme, Bud Westmore, Frank Westmore und John G. Holden für das Maskenbild. Verantwortliche Toningenieure waren Glenn E. Anderson und Leslie I. Carey. Percy Ikerd arbeitete als Produktionsmanager. Musikalischer Direktor war Joseph Gershenson.

### Besetzung
In kleinen nicht im Abspann erwähnten Nebenrollen traten Edward Earle, Clayton Moore, Eddie Parker, Snub Pollard und Dennis Weaver auf.

## Synchronisation
Die deutsche Synchronfassung entstand 1957 im Auftrag des Aventin-Filmstudios in München unter der Dialogregie von K. P. Rohnstein, der auch das Dialogbuch verfasste.
| Rolle               | Schauspieler     | Deutscher Synchronsprecher |
| ------------------- | ---------------- | -------------------------- |
| Jan Morrell         | Richard Conte    | Paul Klinger               |
| Elena de Ortega     | Viveca Lindfors  | Maria Landrock             |
| Elizabeth Ainsworth | Barbara Britton  | Rosemarie Fendel           |
| Felipe de Ortega    | Richard Martin   | Heinz Engelmann            |
| Marshal Henderson   | William Bishop   | Dietmar Schönherr          |
| Frank Morrell       | William Reynolds | Erich Ebert                |

## Veröffentlichung
Die Premiere des Films fand am 20. November 1952 in Los Angeles statt. In der Bundesrepublik Deutschland kam er am 20. Dezember 1957 in die Kinos.

## Kritiken
Das Lexikon des internationalen Films schrieb: „Schablonenhafter Western ohne nennenswerte Höhepunkte.“
Howard Thompson von der The New York Times befand, indem ein abgenutztes Thema mit ein wenig Nonsens behandelt werde, bilde sich ein unüberraschendes aber solides Abenteuerdrama. Trotz aller Bereinigungen bleibe das Werk letztendlich eine Pferdeoper, mit sorgfältigen Hintergrundaufnahmen in Technicolor, einigen eingestreuten historischen Fußnoten und einer vorhersagbaren Geschichte.